# Ley Gabriela
La Ley Gabriela o Ley 21212 es una ley chilena, promulgada el 2 de marzo de 2020. La legislación modifica el código penal, el código procesal penal y la ley 20.066, en materia de tipificación del femicidio, redefiniendo el delito y las sanciones, y creando el delito de violación con femicidio. La Ley Gabriela busca ampliar las circunstancias en que ocurren los delitos cometidos por hombres contra la mujer, aun así no exista relación entre los involucrados.

## Antecedentes
Anterior a esta ley, los delitos de violencia intrafamiliar se establecían según la ley 20066de 2005, donde se busca prevenir, sancionar y erradicar la violencia intrafamiliar y otorgar protección a las víctimas de la misma. Según esta ley, un asesinato era considerado como femicidio sólo en el caso en que existiera una relación formalizada.
El 12 de junio de 2018 en la comuna de Maipú, se da a conocer el asesinato de la joven Gabriela Alcaino, de 17 años y su madre Carolina Donoso, de 53 años. Días después, el ex pololo de Gabriela confiesa ser el autor del delito.El 10 de julio de 2018 la familia de Gabriela solicita una audiencia con el Presidente de la República Sebastián Piñera.  El 29 de enero de 2020 se aprueba en el Senado y el 30 de enero de 2020 se aprueba en la Cámara de Diputados. Finalmente se promulga el 2 de marzo de 2020.

## Contenido de la Ley
La presente ley introduce modificaciones al Código Penal, al Código Procesal Penal y a la Ley 18.216 que establece penas sustitutivas a las penas privativas de libertad, con relación al delito de femicidio. Esta Ley redefine el delito de femicidio, entendiéndose por tal: "El hombre que matare a una mujer que es o ha sido su cónyuge o conviviente, o con quien tiene o ha tenido un hijo en común, será sancionado con la pena de presidio mayor en su grado máximo a presidio perpetuo calificado.
Modifica el Código Penal para crear el delito de “Violación con femicidio, eliminar el actual delito de femicidio suprimiendo el inciso segundo del artículo 390, incorporar cuatro artículos para ampliar el delito de femicidio a cualquier asesinato de una mujer con motivos de odio, menosprecio o abuso por causa de género, sin importar la relación o cercanía del asesino con su víctima, establecer agravantes especiales al delito de femicidio, excluir a los delitos de femicidio, de parricidio y de homicidio simple y calificado de la aplicación de las atenuantes de irreprochable conducta anterior o de haber obrado producto de arrebato u obcecación, en los casos en que haya precedido incidente de violencia cometido por el autor contra la víctima, sus ascendientes o descendientes, sancionar al que induce a una mujer al suicidio o le presta auxilio para cometerlo, teniendo como resultando su muerte. Finalmente, efectúa adecuaciones en el Código Procesal Penal en cuanto a los recursos que se pueden interponer durante la tramitación de procesos judiciales y respecto de la aplicación de la Ley 18.216 sobre penas alternativas a las penas privativas o restrictivas de libertad.

## Caracterización de la Víctimas
Actualmente, y desde la modificación legal del año 2020 mediante la publicación de la Ley N°21.212 (Ley Gabriela), se encuentra tipificado el delito de femicidio en términos amplios, donde se reconocen como tales:
Femicidio íntimo VIF, establecido en el artículo 390 bis inciso primero del Código Penal, donde se recogen los asesinatos de mujeres que son o han sido cónyuges o convivientes del autor; o tienen o han tenido un hijo en común, todos vínculos señalados en el artículo 5 de la Ley N°20.066 de Violencia Intrafamiliar. Los casos de convivencia actual o pasada y de vínculo matrimonial actual o pasado corresponden al femicidio antiguamente recogido en el artículo 390 inciso segundo, vigente entre los años 2010 a 2020.
Femicidio íntimo no VIF, establecido en el artículo 390 bis inciso segundo del Código Penal, donde se recogen los asesinatos de mujeres que tienen o han tenido una relación de pareja de carácter sentimental o sexual con el autor, sin convivencia. Estos casos corresponden a lo que tradicionalmente se conoce como “pololeo”, junto con otras relaciones de pareja de similar naturaleza.
Femicidio no íntimo, establecido en el artículo 390 ter del Código Penal, donde se recogen los asesinatos de mujeres por razón de género. Se trata de casos donde no existe alguno de los vínculos descritos en los tipos anteriores, pero concurre alguna de las circunstancias que dan cuenta de la existencia de una razón de género.
Violación con femicidio, establecido en el artículo 372 bis inciso segundo del Código Penal, donde se recogen los asesinatos de mujeres cometidos con ocasión de la violación.